# Mikhaïlovskoïe (domaine)
Pour les articles homonymes, voir Mikhaïlovski.

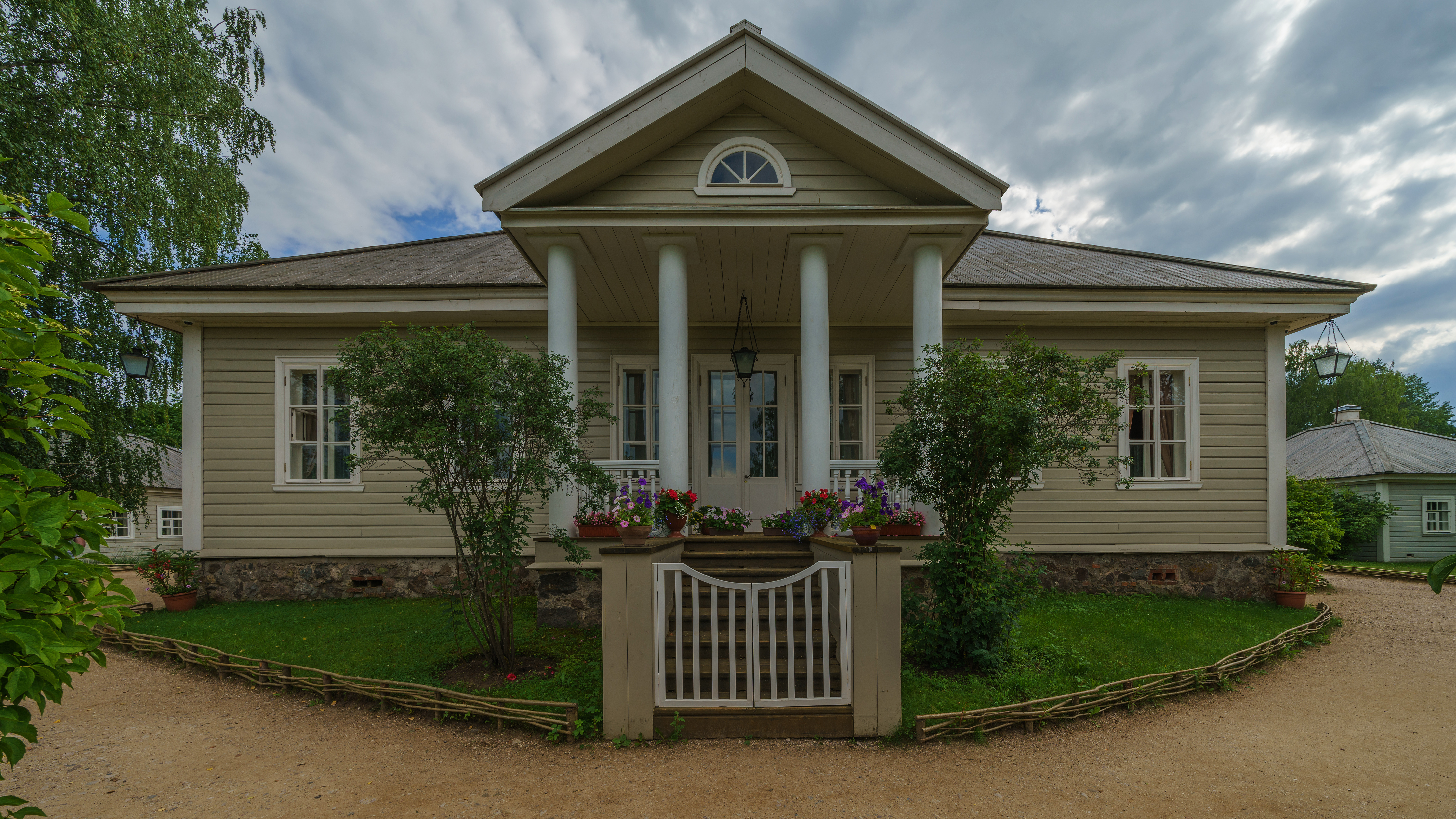
Vue de la maison donnant sur l'étang

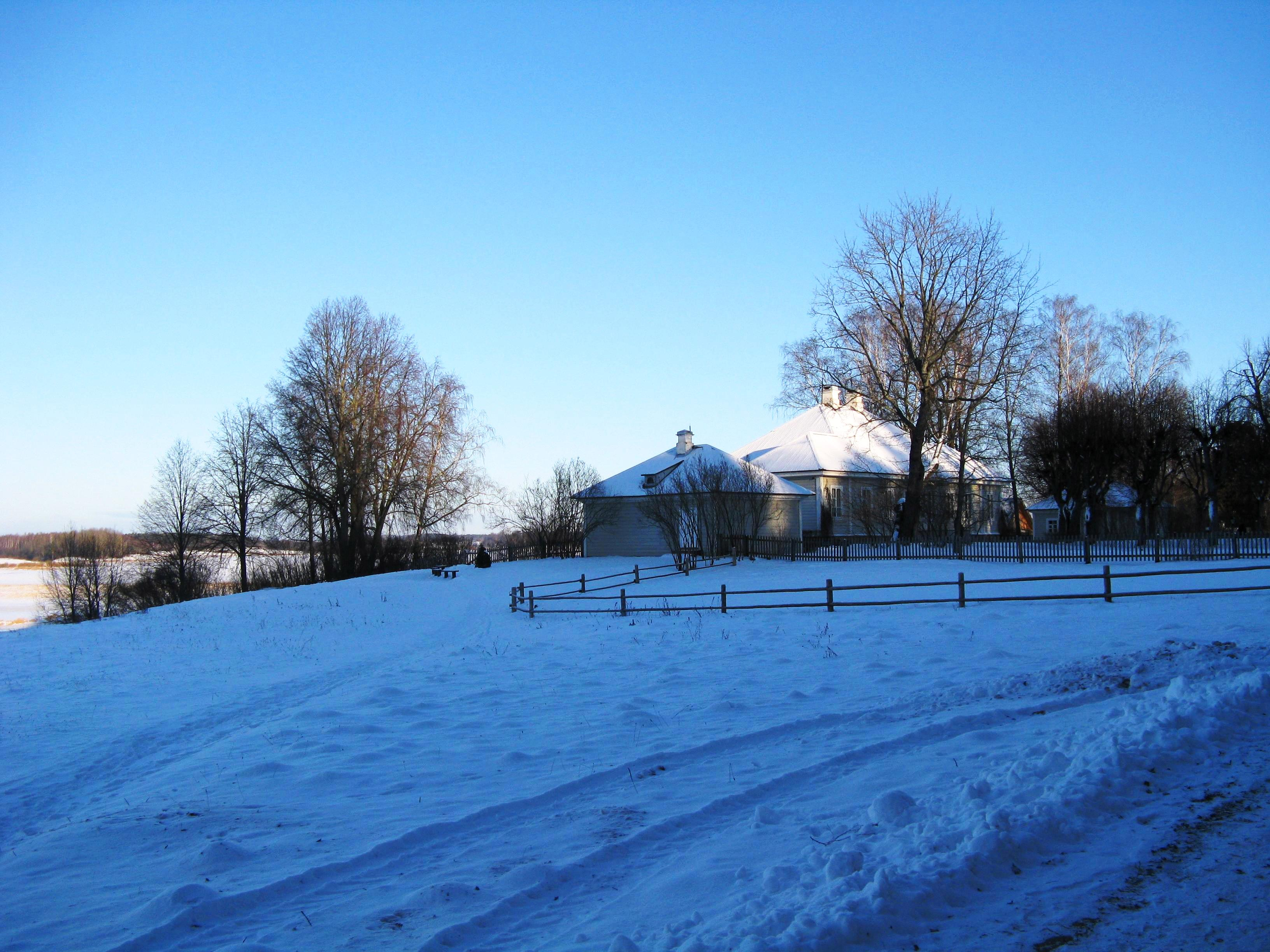
Vue du domaine en hiver, avec la demeure seigneuriale

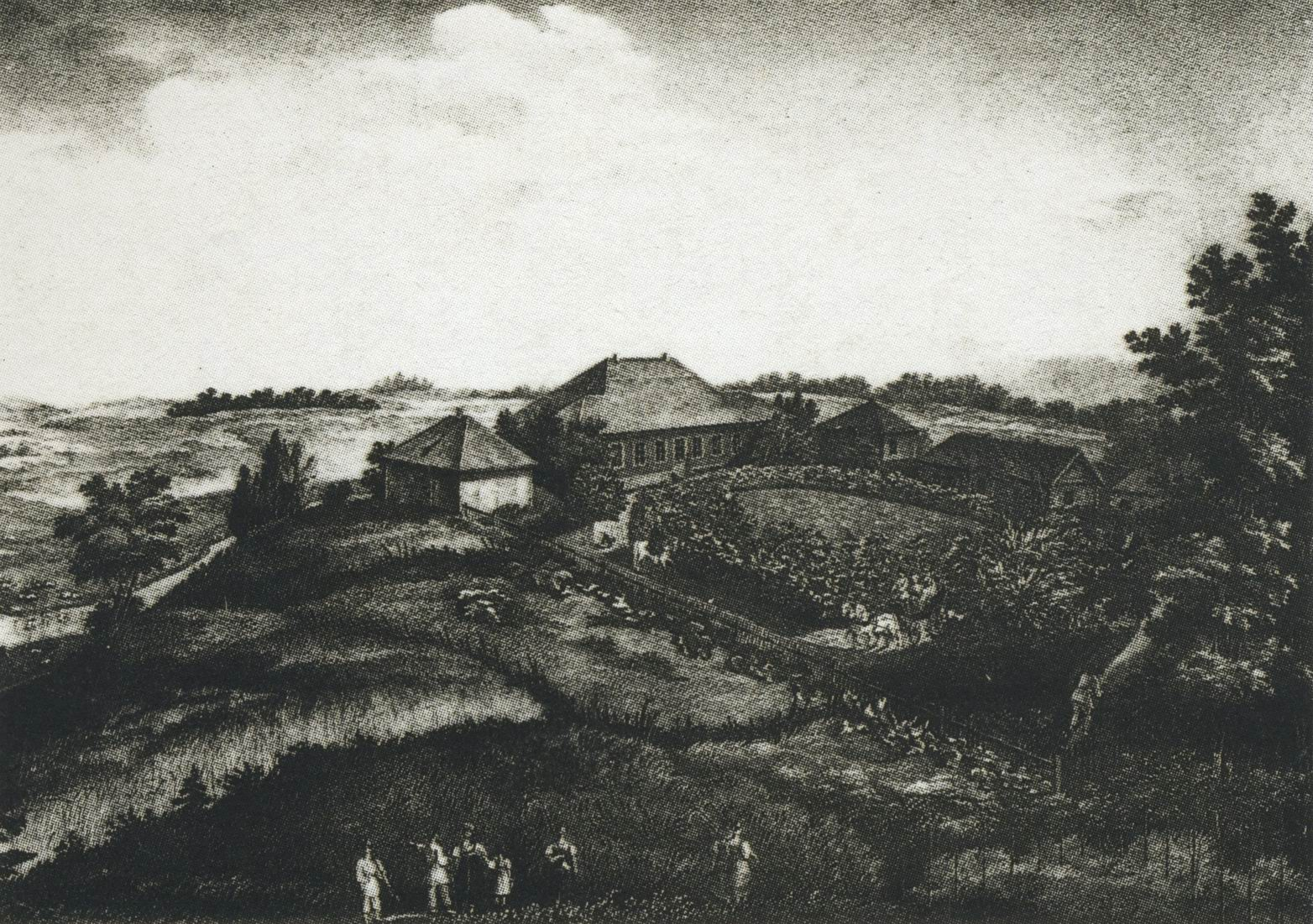
Vue de la maison en 1837

Le domaine de Mikhaïlovskoïe (Михайловское) est un domaine seigneurial formé au XVIIIe siècle dans le gouvernement de Pskov (actuel oblast de Pskov). Son nom provient d'un ancien monastère Saint-Michel situé sur le mont Savkina. C'était le domaine familial de l'écrivain Alexandre Pouchkine (1799-1837).

## Historique
Le domaine est donné en 1742 par l'impératrice Élisabeth à l'arrière-grand-père de l'écrivain, Abraham Hanibal. Le grand-père de l'écrivain, Ossip Abramovitch Hanibal, en hérite en 1781 et fait construire une petite demeure seigneuriale, entourée d'un petit parc, en lui donnant le nom de Mikhaïlovskoïe.
La mère de l'écrivain, Nadejda Ossipovna, en hérite en 1818. Alexandre Pouchkine s'y rend la première fois à l'âge de 18 ans en 1817 et y retourne en 1819. D'août 1824 à septembre 1826, il y demeure en relégation sur ordre impérial. Il revient dans le domaine familial à quatre reprises : en novembre-décembre 1826, en 1827, en 1835 et en avril 1836, alors qu'il doit enterrer sa mère au monastère Sviatogorski et où lui-même sera enterré. Ce n'est donc que moins d'un an avant sa propre mort qu'il est propriétaire du domaine. Ses enfants, Alexandre, Grigori, Maria et Natalia en héritent.
Son fils Grigori y vit de façon permanente à partir de 1866 et reconstruit la demeure. Le domaine est vendu en 1899 au Trésor qui l'attribue à l'assemblée de la noblesse locale. En 1911, on y installe une maison de retraite pour hommes de lettres âgés. La maison a souffert de deux incendies, en 1908 et en 1918.
Le domaine est nationalisé en 1918, restauré en 1921. On y ouvre un musée en 1922 consacré à Pouchkine, le musée-mémorial de Mikhaïlovskoïe.

## Source
- (ru) Cet article est partiellement ou en totalité issu de l’article de Wikipédia en russe intitulé « Михайловское (Пушкиногорский район) » (voir la liste des auteurs).